# Baya (Togo)
Pour les articles homonymes, voir Baya.
Baya est une petite ville du Togo située dans la préfecture de Bassar, dans la région de la Kara

## Géographie
Baya est situé à environ 62 km de Kara.

## Vie économique
- Coopérative paysanne

## Lieux publics
- École primaire